# Gonzalo María de Ulloa y Queipo de Llano
Gonzalo María de Ulloa y Queipo de Llano (1795-1859) fue un político español, diputado y senador durante el reinado de Isabel II. Ostentó el título nobiliario de octavo conde de Adanero.

## Biografía
Nacido en 1795, en Medina del Campo, provenía de una familia liberal. Conde de Adanero, fue diputado a Cortes por la provincia de Cáceres en varias legislaturas, además de senador electivo en 1837 y vitalicio en 1847. En 1855 ocupó el cargo de alcalde constitucional de Cáceres, ciudad donde capitaneó el partido progresista.
En la provincia de Cáceres desempeñó los cargos de vicepresidente de la Junta de Agricultura y presidente de la comisión auxiliar de ganaderos. En el año de su muerte se comentaba cómo «su nombre sin embargo es poco conocido, obteniendo escasa popularidad fuera de Estremadura, donde ejerce grande influencia por radicar allí sus bienes». Fue caballero gran cruz de Isabel la Católica, además de maestrante de Granada. Fallecido en 1859, había contraído matrimonio con Ramona Ortega-Montañés y Jaraba, con quien tuvo como hijos, entre otros, a Gonzalo María y José María.